# Substitucija
Substitucija (tudi zamenjava) je tip kemijske reakcije, v kateri se funkcionalna skupina kemijske spojine zamenja z drugo. Najdemo jo največkrat pri reakcijah z alkani (zaradi enojnih vezi). Primer substitucijske reakcije je halogeniranje alkana.